# Tianjin International Trade Centre
O Tianjin International Trade Centre é um arranha-céus com 80 andares e área de 260.000 m², que encontra-se em construção em 112 Munan Road na cidade de Tianjin, China.
Tianjin International Trade Centre terá, quando concluído, uma altura de 300 m até o teto.
A construção do Tianjin International Trade Centre começou em 1998 e esteve suspensa por 3 anos. Sua construção recomeçou em agosto de 2007, a conclusão está prevista para 2008.